# Чайка, Яков Ильич
Я́ков Ильи́ч Ча́йка (укр. Яків Ількович Чайка; 10 апреля 1918, Бро́дки — 25 марта 1995, Львов) — советский и украинский скульптор и керамист, народный художник УССР (1968).

## Биография
Родился в крестьянской семье, в которой отец и старший брат занимались резьбой по дереву. Начальное образование получил в родном селе.
Первые уроки рисунка и живописи получил у живописца Олексы Новаковского, продолжил обучение искусству изготовления художественной керамики в мастерской скульптора Сергея Литвиненко.
На ранний талант Якова Чайки обратил внимание митрополит Андрей (Шептицкий), назначивший ему стипендию для оплаты продолжения обучения. В 1935, благодаря этому поступил на отделение скульптуры львовской государственной промышленной школы, затем институт пластических искусств, который закончил в 1939. Затем был призван на службу в армию.
Участник Великой Отечественной войны.
Демобилизовавшись после окончания войны, Я. Чайка вернулся во Львов. Работал преподавателем художественной керамики в Институте пластических искусств. Занимался активной творческой деятельностью.
Принимал участие в организации Львовского отделения Союза художников Украины, а затем на протяжении многих лет возглавлял его.

## Творческая деятельность
Работал преимущественно в декоративной керамике и мелкой скульптуре, затем в станковой и монументальной скульптуре.
Яков Чайка — автор ряда портретных бюстов: Т. Шевченко, Леси Украинки, И. Франко, И. Айвазовского, Н. Гоголя, А. Манастырского, В. Стефаника и др. Создал памятник Т. Шевченко в родном с. Бродки. Выступил соавтором памятников И. Франко во Львове и в Дрогобыче.
Скульптурные работы Чайки (памятники и бюсты) установлены в г. Кременце и сёлах Тернопольской области — Доброводы, Шилы, Ско́рики, Лозо́вка, с. Криворовня (Ивано-Франковская область).
Автор памятника павшим во время войны советским воинам-односельчанам в с. Па́льчинцы.
В 1960 стал автором скульптуры первого памятника Тарасу Шевченко во Львове во дворе средней школы № 63.
За достижения в развитии изобразительного искусства Яков Чайка был удостоен звания заслуженного деятеля искусств УССР, а в 1968 — звания народного художника УССР.
Персональные выставки автора состоялись во Львове в 1956 и 1969 годах.
Умер во Львове и похоронен на Лычаковском кладбище.
- Памятник И. Франко в с. Криворовня

## Награды
- орден Отечественной войны II степени (11.03.1985)
- орден Трудового Красного Знамени (07.08.1981)
- орден «Знак Почёта» (24.11.1960)